# Malezja na Mistrzostwach Świata w Lekkoatletyce 2013
Malezja na Mistrzostwach Świata w Lekkoatletyce 2013 – reprezentacja Malezji podczas czempionatu w Moskwie liczyła 1 zawodnika.

## Występy reprezentantów Malezji
| Konkurencja                         | Zawodnik               | Runda 1  | Runda 1 | Półfinał | Półfinał | Finał    | Finał   |
| Konkurencja                         | Zawodnik               | Rezultat | Pozycja | Rezultat | Pozycja  | Rezultat | Pozycja |
| ----------------------------------- | ---------------------- | -------- | ------- | -------- | -------- | -------- | ------- |
| Bieg na 110 m przez płotki mężczyzn | Rayzam Shah Wan Sofian | 14,45    | 29.     | NQ       | NQ       | NQ       | NQ      |